# Duchi e conti di Champagne
I duchi e i conti di Champagne si sono succeduti dal VII secolo al 1284.

## Duchi di Champagne
Durante il periodo a cavallo tra le ascese delle dinastie merovingia e carolingia, esisteva il titolo di duca di Champagne, posseduto da:
- Lupo
- Vintrono
- Drogone (690-708)
- Arnolfo

## Conti di Meaux e Troyes

### Conti di Meaux
- 862-877: Luigi II di Francia († 879);
- 877-888: Teodeberto, fratello di Anscharic vescovo di Parigi;
- 888-902: Erberto I di Vermandois († 907);
- 902-943: Erberto II di Vermandois († 943), figlio di Erberto I.
- 943-956: Roberto di Vermandois († 966), conte di Meaux (943-966) e Troyes (956-966), figlio di Erberto II. Sposa Adelaide Werra, contessa di Troyes, figlia di Gilberto di Châlon.

### Conti di Troyes
- 820-852: Alerano († 852);
- 852-858: Oddone I di Troyes († 871), forse fratello maggiore di Roberto il Forte; destituito;
- 858-866: Rodolfo († 866), zio materno di Carlo il Calvo.
- 866-871: nuovamente Oddone I;
- 871-876: Oddone II di Troyes, figlio di Oddone I;
- 876-886: Roberto I fratello di Oddone II; genero di Luigi II di Francia;
- 886-892: Adalelmo, figlio di Emenon de Poitiers e di una sorella di Roberto I;
- 892-921: Riccardo il Giustiziere († 921), duca di Borgogna; impadronitosi di Troyes, se ne dichiarò conte;
- 921-936: Rodolfo († 936), figlio di Riccardo, duca di Borgogna e, dal 923, re di Francia.
- 936-936: Ugo il Nero († 952), figlio di Riccardo, Duca di Borgogna;
- 936-943: Erberto II di Vermandois († 943), vassallo di Ugo il Nero ma in realtà indipendente;
- 943-952: nuovamente Ugo il Nero;
- 952-956: Gilberto di Châlon († 956), Duca di Borgogna.

## Conti di Champagne

Stemma dei conti di Champagne

La contea di Champagne si formò dalla fusione delle contee di Meaux e Troyes.

### Casato di Vermandois
- 956-966: Roberto di Vermandois.
- 966-995: Erberto, conte di Meaux e Troyes, figlio di Roberto.
- 995-1022: Stefano I, conte di Meaux e Troyes, figlio di Erberto.

### Casato di Blois
- 1022-1037: Oddone II (983-1037), conte di Blois (Oddone II), Reims, Meaux e Troyes, cugino di Stefano I in quanto figlio di Liutgarda di Vermandois, sorella di Roberto.
- 1037-1047: Stefano II († 1047), figlio di Oddone I ed Ermengarda.
- 1047-1066: Oddone III († 1115), figlio di Stefano II. Suo zio Tebaldo si prenderà i suoi feudi.
- 1066-1089: Tebaldo I (1019-1089), conte di Blois (Tebaldo III), Meaux e Troyes, figlio di Oddone I ed Ermengarda di Normandia, fratello di Stefano II.

## Conti di Meaux e Troyes
Alla morte di Tebaldo, le contee furono nuovamente separate.

### Conti di Meaux e Blois
- Stefano III Enrico (1089-1102).
- Tebaldo II (1102-1151).

### Conti di Troyes
- Oddone IV (1089–1093)
- Ugo (1093–1102)

## Conti di Champagne

### Casato di Blois
- 1102-1125: Ugo I di Champagne († 1126)
- 1125-1151: Tebaldo II, († 1151), conte di Blois (Tebaldo IV) e Meaux, poi di Troyes e Champagne; figlio del fratellastro di Ugo I;
- 1151-1181: Enrico I il Liberale († 1181), conte di Champagne, figlio di Tebaldo II;
- 1181-1197: Enrico II († 1197), anche re di Gerusalemme (1192-1197), figlio di Enrico I;
- 1197-1201: Tebaldo III, (1179-1201), fratello di Enrico II;
- 1234-1253:Tebaldo IV il Canzoniere o il Postumo (1201-1253), anche re di Navarra come Tebaldo I, figlio di Tebaldo III e Bianca di Navarra;
- 1253-1270: Tebaldo V (1238 † 1270), anche re di Navarra come Tebaldo II, figlio di Tebaldo IV
- 1270-1274: Enrico III il Grosso (1244 † 1274), anche re di Navarra come Enrico I, fratello di Tebaldo V
- 1274-1305: Giovanna (1273-1305), anche regina di Navarra, figlia di Enrico I, sposa nel 1284 Filippo IV di Francia.